# Communauté de communes Plaine Sud de Caen
La communauté de communes Plaine Sud de Caen est une ancienne communauté de communes française, située dans le département du Calvados et la région Normandie.

## Historique
La communauté de communes Plaine Sud de Caen est créée par arrêté préfectoral du 29 décembre 1999.
Le 1er janvier 2017, elle fusionne avec la communauté d'agglomération Caen la Mer et la communauté de communes entre Thue et Mue pour former la communauté urbaine Caen la Mer à laquelle se joint également la commune de Thaon.

## Composition
Elle était composée des huit communes suivantes, toutes du canton de Bourguébus,  :
1. Bourguébus
2. Garcelles-Secqueville
3. Grentheville
4. Hubert-Folie
5. Rocquancourt
6. Saint-Aignan-de-Cramesnil
7. Soliers
8. Tilly-la-Campagne

## Compétences
- Développement économique
- Voirie
- Création et entretien des espaces verts
- Ordures ménagères
- Petite enfance
- Transport en commun
- Ecole de musique Musique en plaine